# Aileen Osofsky
Pour les articles homonymes, voir Osofsky.
Aileen Shirley Osofsky (née Bryant le 6 septembre 1926 et morte le 22 juin 2010) est une philanthrope et joueuse de bridge américaine. Elle a présidé le comité de bienveillance de l'American Contract Bridge League (en) (ACBL) pendant plus de 20 ans à partir de 1985.
Osofsky est intronisée au panthéon de l' ACBL en 2009 en tant que lauréate du Prix Blackwood pour les contributions individuelles au bridge sans être nécessairement un grand joueur.
En 2012, l'ACBL nomme Aileen Osofsky et Barbara Seagram (en) codétentrices du 40ème rang des 52 personnalités les plus influentes dans l'histoire de l'organisation pour leur travail à la promotion de comportement respectueux à la table de bridge.